# Vacri
Vacri es un municipio de 1.775 habitantes en la provincia de Chieti, en la región de los Abruzos (Italia).

## Evolución demográfica
| Gráfica de evolución demográfica de Vacri entre 1861 y 2001 |
|                                                             |
| Fuente ISTAT - elaboración gráfica de Wikipedia             |

- Datos: Q51312
- Multimedia: Vacri / Q51312

1. ↑  Worldpostalcodes.org, código postal n.º 66010.
2. ↑  «Codici Catastali». Comuni-italiani.it (en italiano). Consultado el 29 de abril de 2017.